# Krajnik
Krajnik (deutsch Buddenbrock)  ist ein Dorf in der Landgemeinde (Gmina) Gryfino (Greifenhagen) im Powiat Gryfiński (Greifenhagener Kreis) der polnischen Woiwodschaft Westpommern.

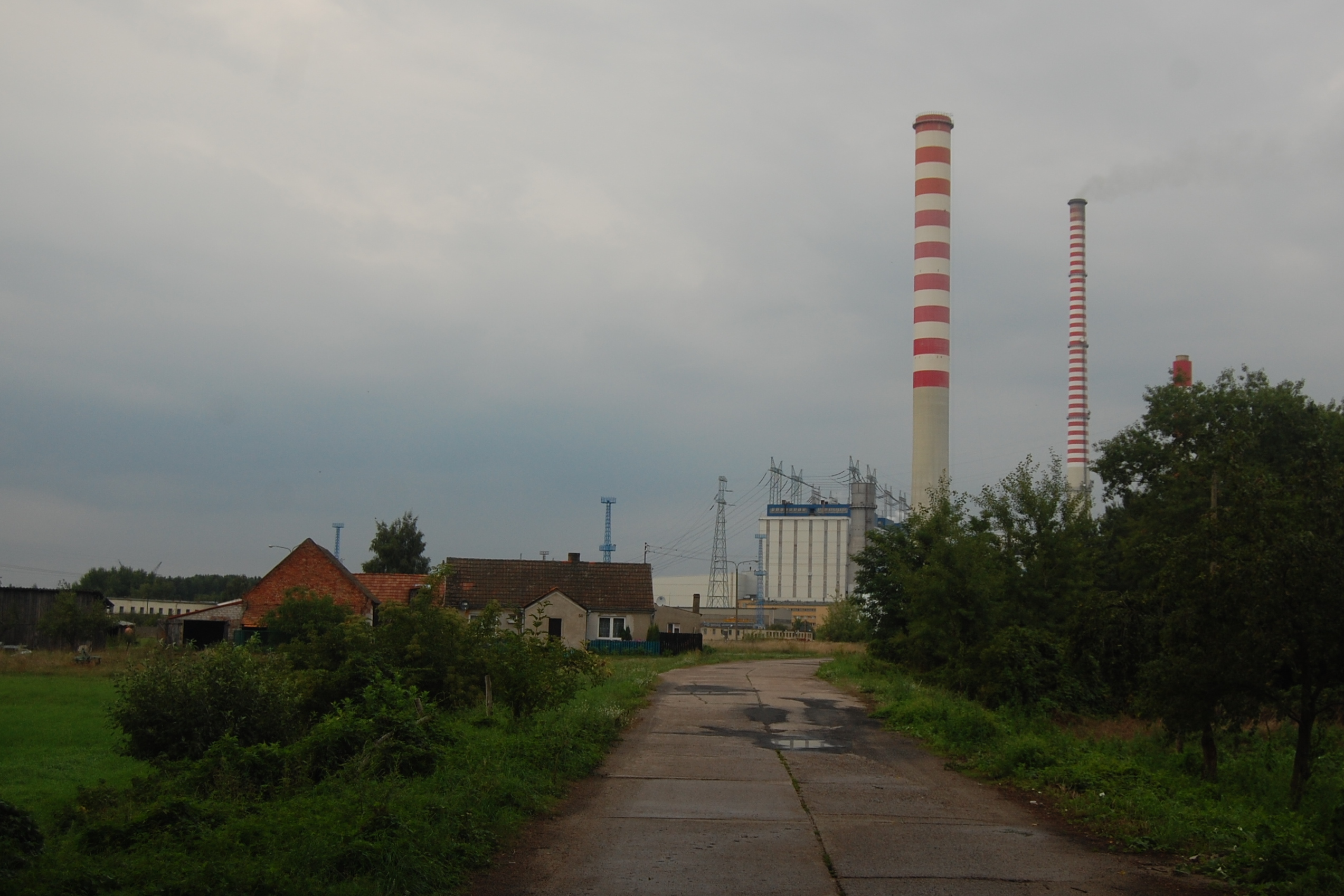
Elektrizitätskraftwerk

## Geographie
Das Dorf liegt in Hinterpommern, östlich des hier vielverzweigten Oderstroms, gegenüber der Stadt Gartz (Oder) am linken Ufer der Oder, etwa dreißig Kilometer südlich von Stettin und sieben Kilometer südlich der Stadt Greifenhagen.

## Geschichte

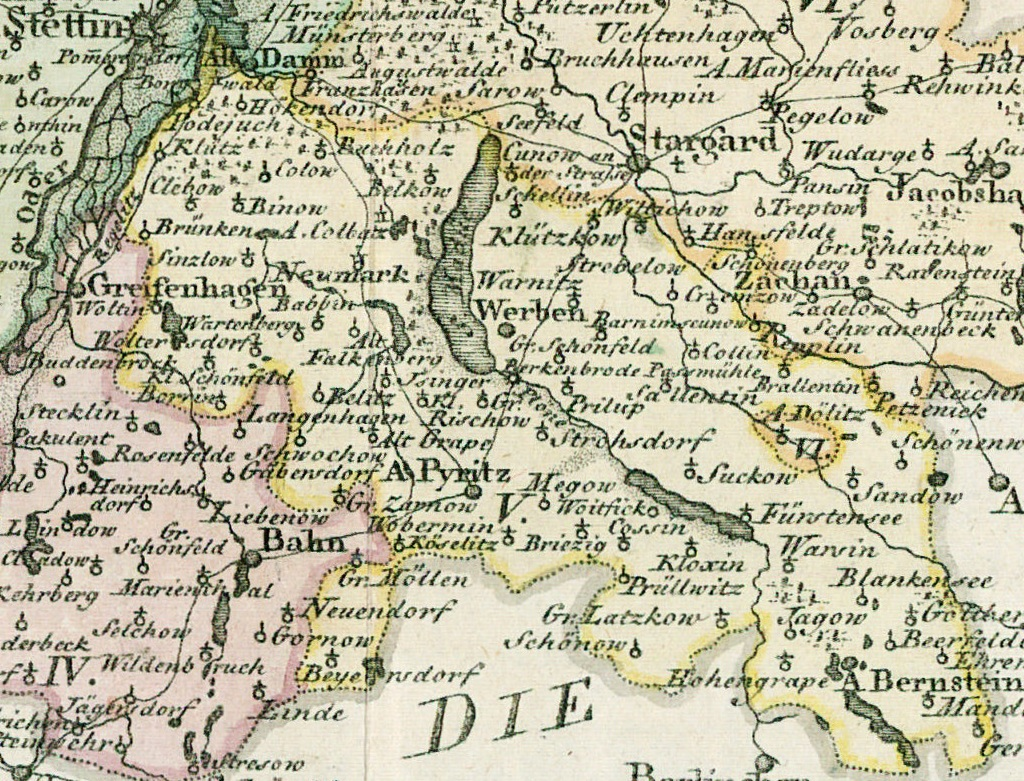
Buddenbrock, südlich der Städte Stettin und Greifenhagen, auf einer Landkarte des 18. Jahrhunderts

Buddenbrock, mit der Büdner-Siedlung Viehhof, wurde 1749 angelegt und war eine Eigentumsortschaft der Stadt Greifenhagen. König Friedrich II. benannte den Ort nach dem preußischen Generalfeldmarschall Buddenbrock.
Im Jahr 1925 hatte Buddenbrock zwei Wohnplätze:
- Buddenbrock
- Viehhof

Im Jahr 1945 gehörte Buddenbrock zum Landkreis Greifenhagen im Regierungsbezirk Stettin der preußischen Provinz Pommern des Deutschen Reichs. Buddenbrock war Sitz des Amtsbezirks Buddenbrock.
Gegen Ende des Zweiten Weltkriegs wurde die Region von der Roten Armee besetzt. Nach Einstellung der Kampfhandlungen wurde Buddenbrock mit ganz Hinterpommern mit Ausnahme militärischer Sperrgebiete seitens der sowjetischen Besatzungsmacht der Volksrepublik Polen zur Verwaltung überlassen. Anschließend wanderten Polen zu. Buddenbrock wurde in „Krajnik“ umbenannt. In der Folgezeit wurde die einheimische Bevölkerung von der polnischen Administration aus Buddenbrock vertrieben.

### Demographie
| Jahr | Einwohner | Anmerkungen                                                                   |
| ---- | --------- | ----------------------------------------------------------------------------- |
| 1782 | –         | 21 Feuerstellen (Haushaltungen)                                               |
| 1818 | 215       | Dorf und Büdnerwohnungen, Kirchspiel ist Filiale von Pakulent                 |
| 1852 | 335       | [ 6 ]                                                                         |
| 1864 | 412       | am 3. Dezember, auf einer Gemarkungsfläche von 1419 Morgen in 41 Wohngebäuden |
| 1867 | 444       | am 3. Dezember                                                                |
| 1871 | 415       | am 1. Dezember, in 46 Wohngebäuden; sämtlich Evangelische                     |
| 1910 | 297       | am 1. Dezember                                                                |
| 1925 | 285       | davon 279 Evangelische und sechs Katholiken                                   |
| 1933 | 270       | [ 12 ]                                                                        |
| 1939 | 238       | [ 12 ]                                                                        |

### Kirchspiel
Das evangelische Kirchspiel gehörte früher zur Synode Greifenhagen.